# وفاة جينيفر لود
توفيت جينيفر لود في الحادي عشر من أكتوبر 2014 في مدينة أولونجابو بالفلبين. قتلها الجندي جوزيف سكوت بمبرتون ذو التاسعة عشر، ولم يكن يعلم بأن لود متحولة جنسيًا.
هذه ثاني جريمة مسجلة يتورط فيها جندي من مشاة البحرية الأمريكية في الفلبين بموجب اتفاقية التعاون الحربي المشترك بين الفلبين وأمريكا، وأول جريمة منذ اتفاقية الدفاع الحربي المشترك. أطلقت جريمة القتل احتجاجات في الفلبين قام بها المدافعون عن حقوق المتحولين جنسيًا وغيرهم من الناشطين.